# Yurtiçi Kargo
Yurtiçi Kargo este o companie de curierat din Turcia. Compania deține 16 reprezentanțe zonale, 800 sucursale, 30 de noduri de rețea și depozite, având peste 2.500 de autoturisme branduite și aproximativ 10.000 de angajați.